# Shengli (socken i Kina, Inre Mongoliet, lat 39,56, long 108,96)
Shengli (kinesiska: 胜利, 胜利乡) är en socken i Kina. Den ligger i den autonoma regionen Inre Mongoliet, i den norra delen av landet, omkring 270 kilometer sydväst om regionhuvudstaden Hohhot.
Genomsnittlig årsnederbörd är 557 millimeter. Den regnigaste månaden är juli, med i genomsnitt 153 mm nederbörd, och den torraste är januari, med 1 mm nederbörd.